# 宫齒鮫屬
淚滴型宮齒鮫為已滅絕的全頭亞綱物種，生存於石炭紀巴什基爾期，化石發現於美國蒙大拿州的熊谷石灰岩礦床，目前僅有發現剛出生的幼年個體，但從其已具備形似嘴喙的牙齒及化石體內殘留著糞便意味著這些幼年個體具有子宮內同類相食的行為，就如同部分現存的鯊魚，如沙虎鯊。

## 外型
剛出生的宮齒鮫幼年個體外型類似於現存無尾目的蝌蚪，但具備銳利，形似嘴喙的牙齒，被認為是具有子宮內同類相食行為的證據。也因此宮齒鮫被認為屬於肉食性，雖然目前為止除了同類個體之外，並沒有發現牠們取食其他物種的化石紀錄。

## 命名學
淚滴型宮齒鮫的屬名「Delphyodontos」，意思為「子宮的牙齒」，來自於牠們形似嘴喙的牙齒。種小名「dacriformes」，則來自於牠們淚滴型的身體。